# 福知山市
福知山市（日语：／ Fukuchiyama shi */?）為位於近畿地方北部，京都府西北部的行政區劃。是京都府內第三個成立的城市行政區劃，亦是京都府北部的主要都市。
轄區位於福知山盆地及周邊山區，其中約76%為山林地，市區位於盆地中由良川沿岸。

## 人口
| 福知山市人口分布圖 |                                                 |  |
| 福知山市與日本全國年齡別人口分布比較圖 （2005年資料） | 福知山市的年齡、男女別人口分布圖 （2005年資料） |  |
| ■紫色是福知山市 ■綠色是全国 | ■藍色是男性 ■紅色是女性                         |  |
| 福知山市人口變化 \| 1970年 \| 76,844人 \| \| \| 1975年 \| 78,458人 \| \| \| 1980年 \| 81,398人 \| \| \| 1985年 \| 83,057人 \| \| \| 1990年 \| 82,791人 \| \| \| 1995年 \| 82,555人 \| \| \| 2000年 \| 83,120人 \| \| \| 2005年 \| 81,977人 \| \| \| 2010年 \| 79,652人 \| \| \| 2015年 \| 78,935人 \| \| \| 2020年 \| 77,306人 \| \| |                                                 |  |
| 資料來源：日本總務省統計中心提供之人口普查數據 |                                                 |  |
| 1970年 | 76,844人                                        |  |
| 1975年 | 78,458人                                        |  |
| 1980年 | 81,398人                                        |  |
| 1985年 | 83,057人                                        |  |
| 1990年 | 82,791人                                        |  |
| 1995年 | 82,555人                                        |  |
| 2000年 | 83,120人                                        |  |
| 2005年 | 81,977人                                        |  |
| 2010年 | 79,652人                                        |  |
| 2015年 | 78,935人                                        |  |
| 2020年 | 77,306人                                        |  |

## 歷史
在令制國時代屬於丹波國天田郡，另有少部分區域屬於與謝郡、何鹿郡和丹後國加佐郡；戰國時代時鹽見頼勝先在福知山盆地中央的丘陵建了橫山城，後來織田信長家臣明智光秀攻下此地並負責統領，將橫山城整建並更名為福知山城，此後此區以城下町形式開始發展；江戶時代後，成為福知山藩領地，1669年後由朽木氏治理直到幕府時代結束。此外，現在轄區的東北部部分地區在江戶時代屬於丹後田邊藩（後短暫更名為舞鶴藩）和宮津藩。
1871年廢藩置縣後，福知山藩改設為福知山縣，舞鶴藩和宮津藩也改設為舞鶴縣宮津縣，同年這三縣旋即被整併到豐岡縣；但在1876年豐岡縣被廢除，原豐岡縣轄區被分割分別併入兵庫縣和京都府，而現屬福知山市的區域在當時都被劃入京都府。
1889年日本實施町村制，正式設立近代行政區劃福知山町，現在的福知山市範圍還包括當時天田郡下的其他20個村及與謝郡雲原村和何鹿郡佐賀村。1918年至1936年期間，曾我井村、庵我村、雀部村、下豐富村被併入福知山町，隨著規模的變大，福知山町也在1937年改制為福知山市。
此後在1950年代的昭和大合併和2000年代的平成大合併期間，先後再與上豐富村、下川口村、西中筋村、上六人部、中六人部、下六人部村、上川口村、金谷村、金山村、雲原村、三岳村、佐賀村、大江町、三和町、夜久野町合併，形成現在的福知山市範圍。

### 變遷表
| 1889年4月1日 | 1889年 - 1926年           | 1926年 - 1944年            | 1926年 - 1944年       | 1945年 - 1954年           | 1945年 - 1954年           | 1955年 - 1988年           | 1955年 - 1988年           | 1955年 - 1988年           | 1989年 - 现在             | 现在     |
| ------------ | ------------------------- | -------------------------- | --------------------- | ------------------------- | ------------------------- | ------------------------- | ------------------------- | ------------------------- | ------------------------- | -------- |
| 雲原村       | 雲原村                    | 雲原村                     | 雲原村                | 雲原村                    | 雲原村                    | 1955年4月1日 併入福知山市 | 福知山市                  | 福知山市                  | 福知山市                  | 福知山市 |
| 上六人部村   |                           |                            |                       |                           |                           | 1955年4月1日 併入福知山市 | 福知山市                  | 福知山市                  | 福知山市                  | 福知山市 |
| 中六人部村   |                           |                            |                       |                           |                           | 1955年4月1日 併入福知山市 | 福知山市                  | 福知山市                  | 福知山市                  | 福知山市 |
| 下六人部村   |                           |                            |                       |                           |                           | 1955年4月1日 併入福知山市 | 福知山市                  | 福知山市                  | 福知山市                  | 福知山市 |
| 西中筋村     | 西中筋村                  | 西中筋村                   | 西中筋村              | 1949年4月1日 併入福知山市 | 福知山市                  | 福知山市                  | 福知山市                  | 福知山市                  | 福知山市                  | 福知山市 |
| 雀部村       | 雀部村                    | 1936年10月1日 併入福知山町 | 1937年4月1日 福知山市 | 1937年4月1日 福知山市     | 福知山市                  | 福知山市                  | 福知山市                  | 福知山市                  | 福知山市                  | 福知山市 |
| 福知山町     |                           |                            | 1937年4月1日 福知山市 | 1937年4月1日 福知山市     | 福知山市                  | 福知山市                  | 福知山市                  | 福知山市                  | 福知山市                  | 福知山市 |
| 曾我井村     | 1918年4月1日 併入福知山町 | 1918年4月1日 併入福知山町  | 1937年4月1日 福知山市 | 1937年4月1日 福知山市     | 福知山市                  | 福知山市                  | 福知山市                  | 福知山市                  | 福知山市                  | 福知山市 |
| 庵我村       | 庵我村                    | 1936年10月1日 併入福知山町 | 1937年4月1日 福知山市 | 1937年4月1日 福知山市     | 福知山市                  | 福知山市                  | 福知山市                  | 福知山市                  | 福知山市                  | 福知山市 |
| 下豐富村     |                           | 1936年10月1日 併入福知山町 | 1937年4月1日 福知山市 | 1937年4月1日 福知山市     | 福知山市                  | 福知山市                  | 福知山市                  | 福知山市                  | 福知山市                  | 福知山市 |
| 上豐富村     | 上豐富村                  | 上豐富村                   | 上豐富村              | 1949年4月1日 併入福知山市 | 福知山市                  | 福知山市                  | 福知山市                  | 福知山市                  | 福知山市                  | 福知山市 |
| 下川口村     |                           |                            |                       | 1949年4月1日 併入福知山市 | 福知山市                  | 福知山市                  | 福知山市                  | 福知山市                  | 福知山市                  | 福知山市 |
| 上川口村     | 上川口村                  | 上川口村                   | 上川口村              | 上川口村                  | 上川口村                  | 1955年4月1日 併入福知山市 | 福知山市                  | 福知山市                  | 福知山市                  | 福知山市 |
| 金山村       |                           |                            |                       |                           |                           | 1955年4月1日 併入福知山市 | 福知山市                  | 福知山市                  | 福知山市                  | 福知山市 |
| 三岳村       |                           |                            |                       |                           |                           | 1955年4月1日 併入福知山市 | 福知山市                  | 福知山市                  | 福知山市                  | 福知山市 |
| 金谷村       |                           |                            |                       |                           |                           | 1955年4月1日 併入福知山市 | 福知山市                  | 福知山市                  | 福知山市                  | 福知山市 |
| 菟原村       | 菟原村                    | 菟原村                     | 菟原村                | 菟原村                    | 菟原村                    | 1955年3月1日 三和村       | 1956年4月1日 三和町       | 1956年4月1日 三和町       | 2006年1月1日 併入福知山市 | 福知山市 |
| 細見村       |                           |                            |                       |                           |                           | 1955年3月1日 三和村       | 1956年4月1日 三和町       | 1956年4月1日 三和町       | 2006年1月1日 併入福知山市 | 福知山市 |
| 川合村       |                           |                            |                       |                           |                           | 1955年3月1日 三和村       | 1956年4月1日 三和町       | 1956年4月1日 三和町       | 2006年1月1日 併入福知山市 | 福知山市 |
| 上夜久野村   | 上夜久野村                | 上夜久野村                 | 上夜久野村            | 上夜久野村                | 上夜久野村                | 上夜久野村                | 上夜久野村                | 1959年1月1日 夜久野町     | 2006年1月1日 併入福知山市 | 福知山市 |
| 中夜久野村   | 中夜久野村                | 中夜久野村                 | 中夜久野村            | 中夜久野村                | 中夜久野村                | 中夜久野村                | 1956年9月30日 夜久野町    | 1959年1月1日 夜久野町     | 2006年1月1日 併入福知山市 | 福知山市 |
| 下夜久野村   |                           |                            |                       |                           |                           |                           | 1956年9月30日 夜久野町    | 1959年1月1日 夜久野町     | 2006年1月1日 併入福知山市 | 福知山市 |
| 河守下村     | 1890年12月10日 河守町     | 1890年12月10日 河守町      | 1890年12月10日 河守町 | 1890年12月10日 河守町     | 1951年4月1日 更名為大江町 | 1951年4月1日 更名為大江町 | 1951年4月1日 更名為大江町 | 1951年4月1日 更名為大江町 | 2006年1月1日 併入福知山市 | 福知山市 |
| 河守上村     | 河守上村                  | 河守上村                   | 河守上村              | 1951年4月1日 併入河守町   | 1951年4月1日 更名為大江町 | 1951年4月1日 更名為大江町 | 1951年4月1日 更名為大江町 | 1951年4月1日 更名為大江町 | 2006年1月1日 併入福知山市 | 福知山市 |
| 河東村       |                           |                            |                       | 1951年4月1日 併入河守町   | 1951年4月1日 更名為大江町 | 1951年4月1日 更名為大江町 | 1951年4月1日 更名為大江町 | 1951年4月1日 更名為大江町 | 2006年1月1日 併入福知山市 | 福知山市 |
| 河西村       |                           |                            |                       | 1951年4月1日 併入河守町   | 1951年4月1日 更名為大江町 | 1951年4月1日 更名為大江町 | 1951年4月1日 更名為大江町 | 1951年4月1日 更名為大江町 | 2006年1月1日 併入福知山市 | 福知山市 |
| 有路上村     |                           |                            |                       | 1951年4月1日 併入河守町   | 1951年4月1日 更名為大江町 | 1951年4月1日 更名為大江町 | 1951年4月1日 更名為大江町 | 1951年4月1日 更名為大江町 | 2006年1月1日 併入福知山市 | 福知山市 |
| 有路下村     |                           |                            |                       | 1951年4月1日 併入河守町   | 1951年4月1日 更名為大江町 | 1951年4月1日 更名為大江町 | 1951年4月1日 更名為大江町 | 1951年4月1日 更名為大江町 | 2006年1月1日 併入福知山市 | 福知山市 |

## 交通
福知山過去就位於京都通往山陰地方的山陰道上，現在繼承的山陰道的公路國道9號也一樣通過了福知山市的主要市區。
1896年興建連結軍港舞鶴港及大阪的阪鶴鐵道通過了福知山地區，後來也成為現在的西日本旅客鐵道福知山線，現在的福知山車站是福知山線與山陰本線的交會站，西日本旅客鐵道在此也設有福知山管理部及車輛基地福知山電車區。
而1923年開始經營的北丹鐵道也以福知山車站作為起點，但由於長期虧損此條路線在1971年停止營運，而後由北近畿丹後鐵道重整路線，開始經營通往宮津市的宮福線，但依舊由於虧損問題在2014年轉由WILLER TRAINS經營。
福知山車站也為這三條鐵路交會，成為北近畿鐵道網的中心車站。

### 鐵路
- 西日本旅客鐵道（JR西日本）
  - 山陰本線：（←綾部市）- 石原車站 - 福知山車站 - 上川口車站 - 下夜久野車站 - 上夜久野車站 - （朝來市→）
  - 福知山線：（←丹波市） - 福知山車站

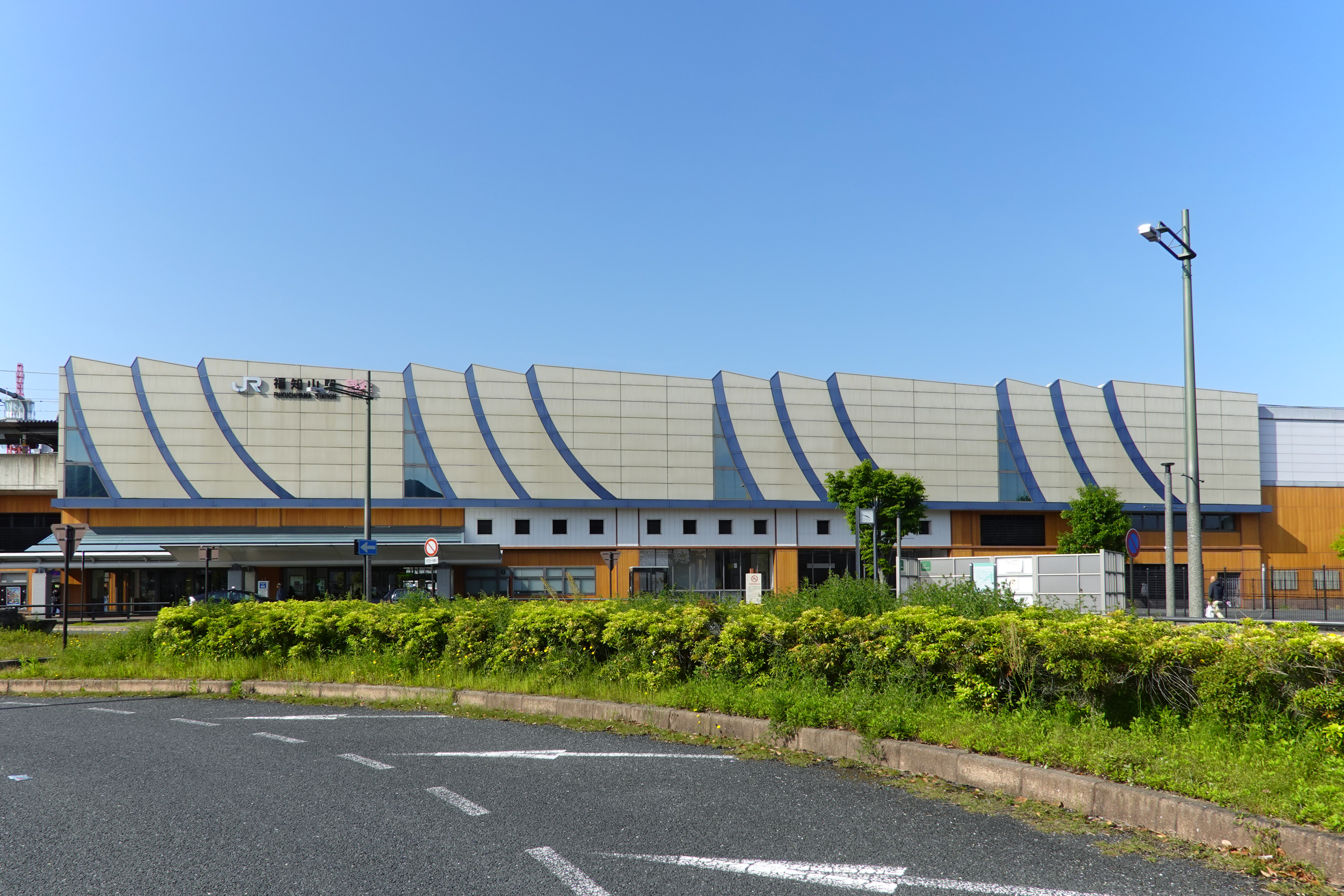
福知山車站

- WILLER TRAINS（京都丹後鐵道）
  - 宮福線：福知山車站 - 福知山市民醫院口車站 - 荒河樫之木台車站 - 牧車站 - 下天津車站 - 公車站 - 大江車站 - 大江高校前車站 - 二俣車站 - 大江山口內宮車站 - （宮津市）

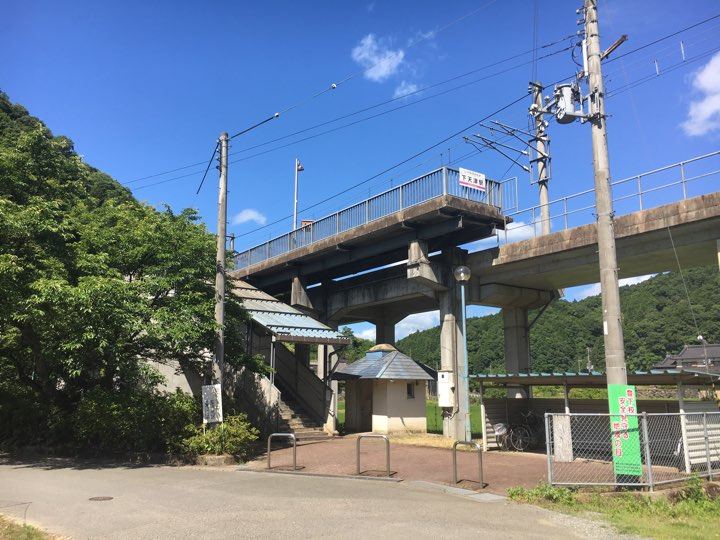
下天津車站
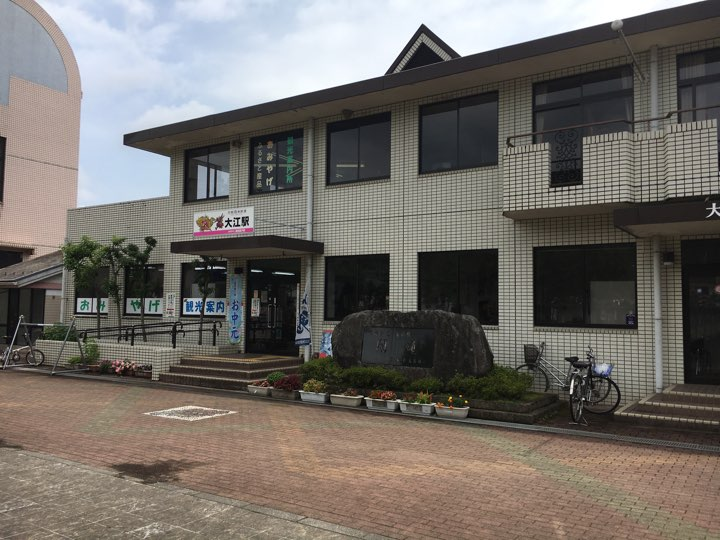
大江車站
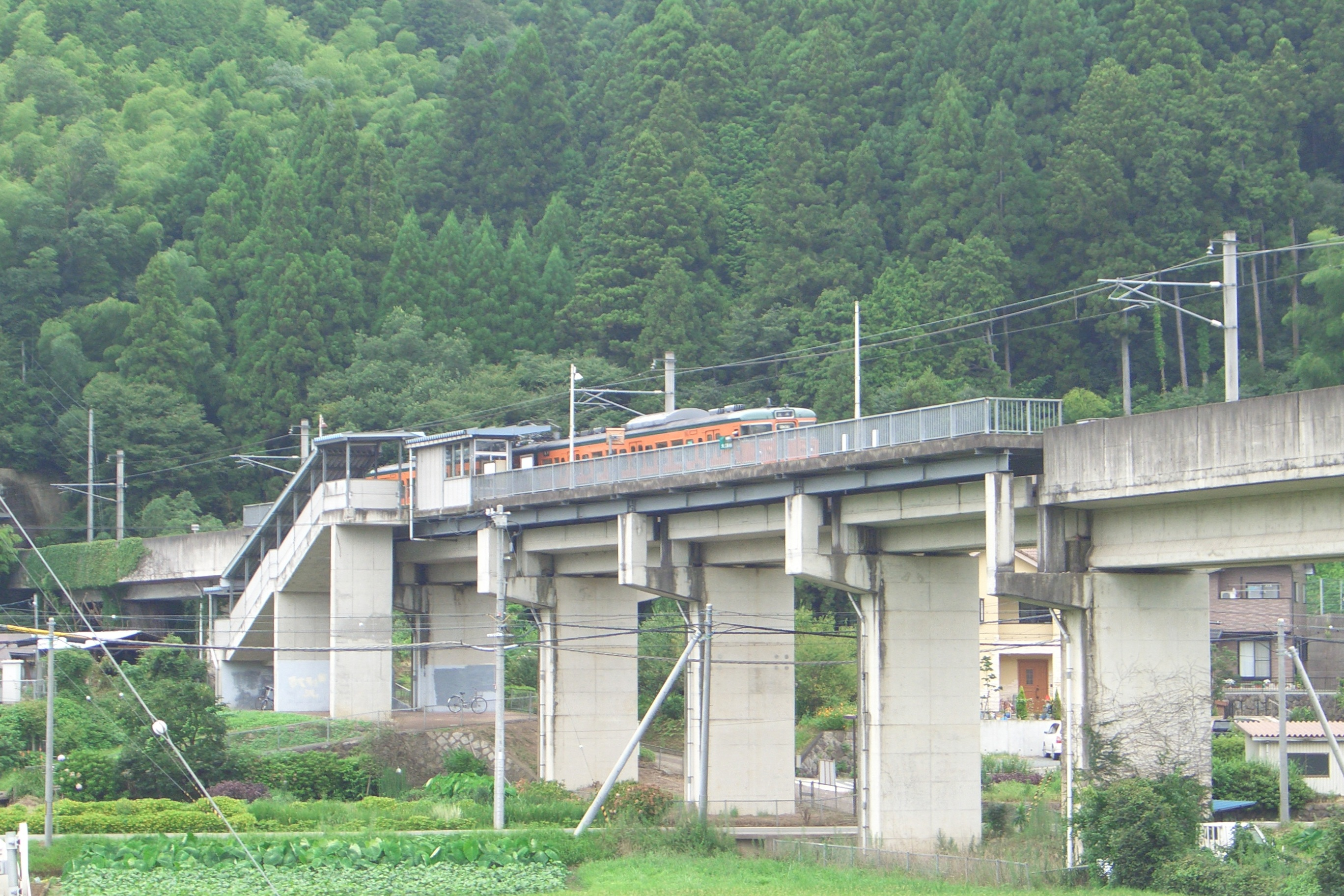
大江高校前車站
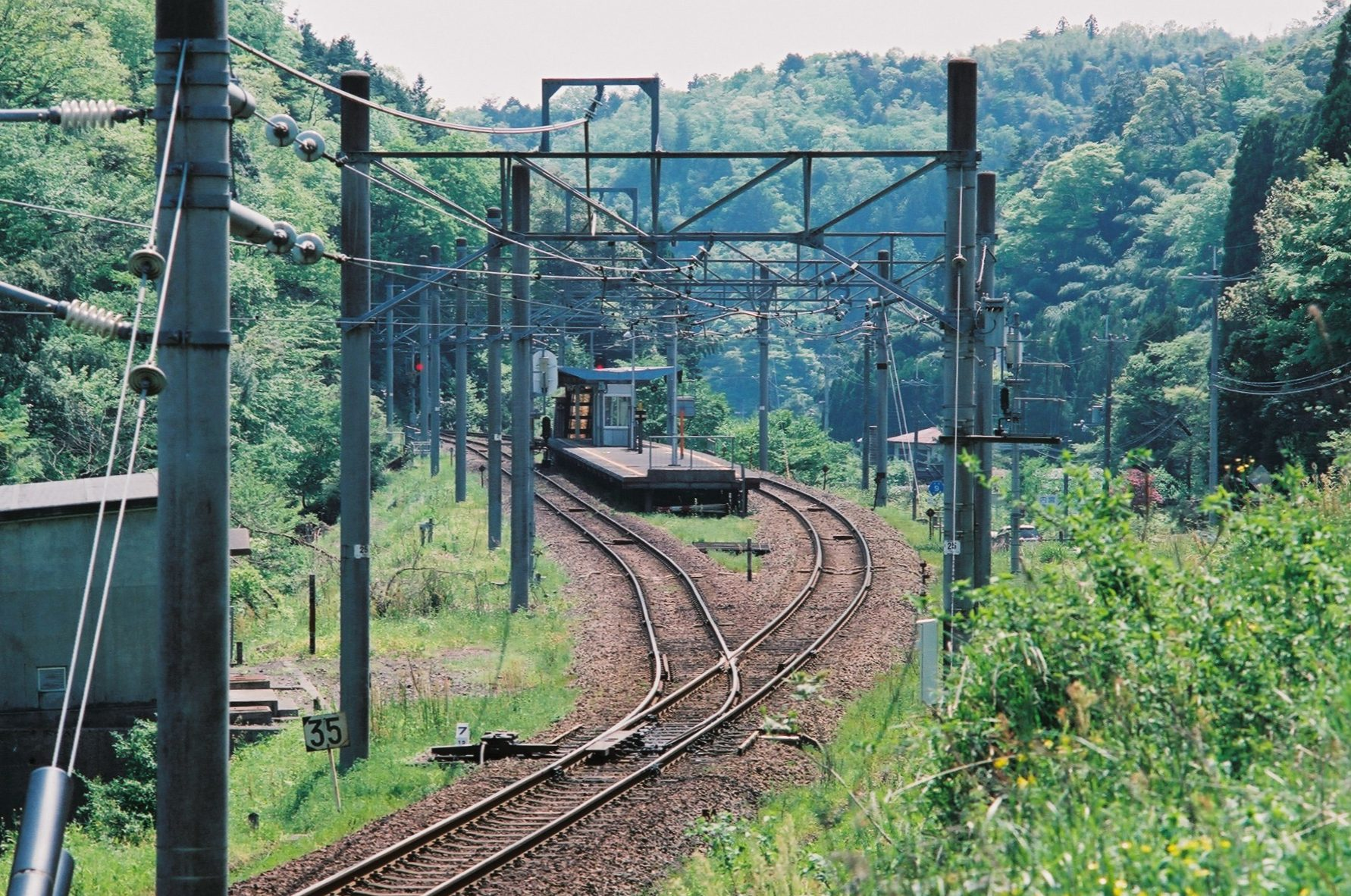
大江山口內宮車站

## 觀光資源

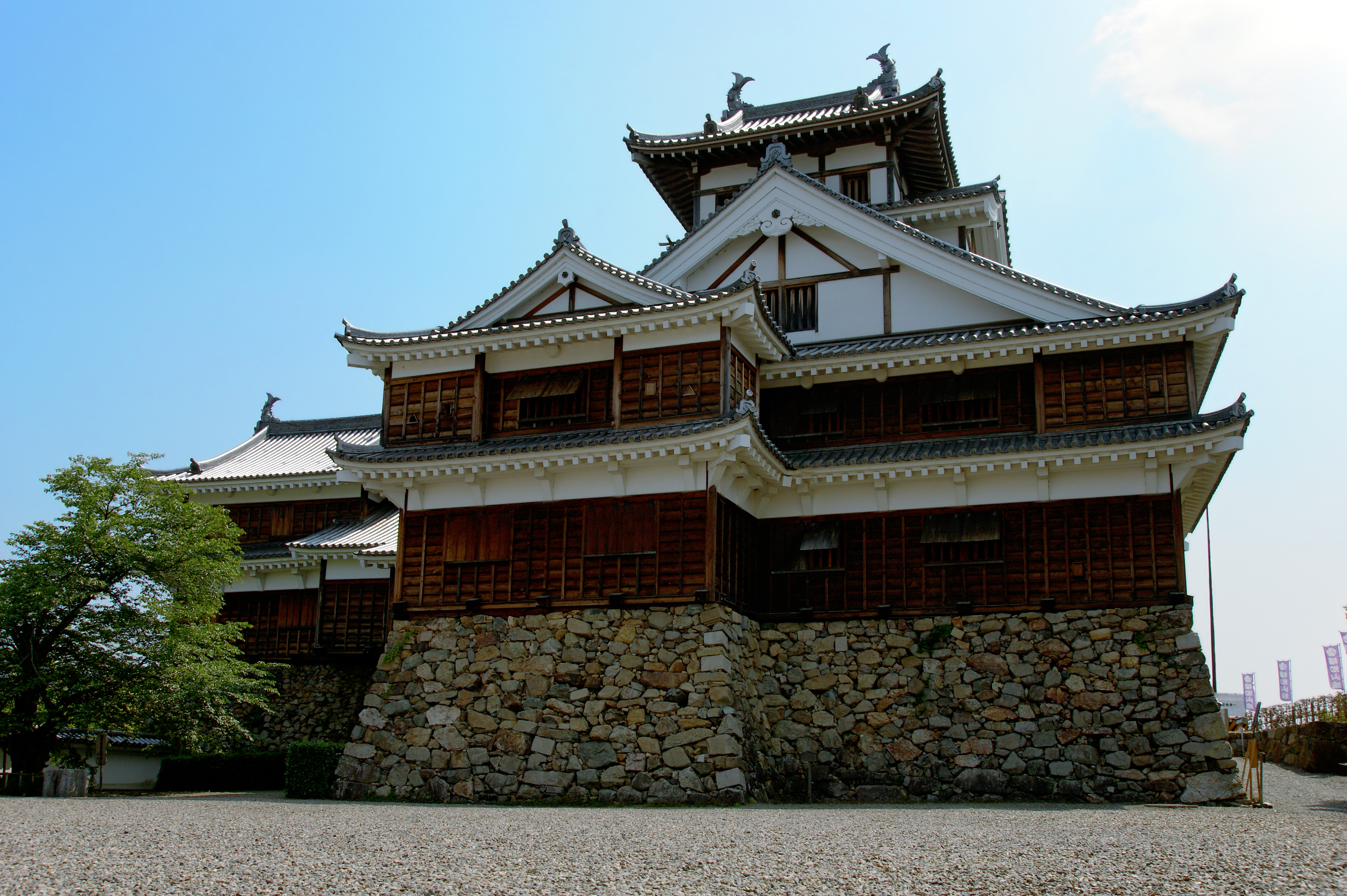
重建的福知山城

福知山市主要的觀光主題為明智光秀相關的歷史景點及大江山酒呑童子的傳說，因此主要景點包括1986年重建的福知山城及以當地鬼傳說的日本的鬼之交流博物館。

## 教育
轄內唯一的大學是福知山公立大學，福知山公立大學是北近畿唯一的四年制大學，過去原本為私立學校，成立時間可以追朔至1871年，2000年更名為京都創成大學，2010年再更名為成美大學，但此後由於經營不佳遭評鑑不合格，面臨被迫關閉，在2016年起改由福知山市政府接手，改組為市立的福知山公立大學。

## 出身名人
- 下村脩：有機化學學者、2008年諾貝爾化學獎得主
- 千原靖史：喜劇演員
- 中澤裕子：藝人、早安少女組第一代隊長
- 和田光司：歌手
- 小橋建太：前職業摔角選手
- 吉見一起：職業棒球選手
- 蘆田均：前日本內閣總理大臣
- 谷垣禎一：政治人物